# سكوت وينتيرز
سكوت وينتيرز (بالإنجليزية: Scott Winters)‏ هو مقدم برامج إذاعية أمريكي، ولد في 31 مارس 1963.